# Hattusili III
Hattusili III, Hattusilis III – król Hetytów w latach 1267–1237 p.n.e. Był czwartym synem króla Mursili II i ten mianował go kapłanem boga Sausga w mieście Samuha. Hattusili pozostał wierny bogini Isztar z Samuha do samej śmierci.
Jego starszy brat Muwatalli II przeniósł się do miasta Tarhuntassa i mianował Hattusili zarządcą stolicy Hattusa oraz dowódcą armii. 
Hattusili będąc zarządcą Hattusa podbił miasto Nerik i został wysokim kapłanem tamtejszego boga burzy. Później nazwał nawet swojego najstarszego syna Nerikkaili na cześć tego zwycięstwa.
Jego bratanek Mursili III (Urhi-Teshub) przeniósł stolicę z powrotem do Hattusa i Hattusili jako zarządca tego miasta stał się zbędny. Mursili później zabrał Hattusili miasto Nerik, co spowodowało wojnę domową. Ostatecznie Hattusili pokonał bratanka i wysłał go na wygnanie. Przemianował Ulmi-Teshup (najprawdopodobniej młodszą siostrę jego bratanka) na Kurunta (lub jeśli rzeczywiście była to kobieta, to raczej kazał jej poślubić Kuruntę). Kurunta został(a) zarządcą miasta Tarhuntassa w jego imieniu, a młodszy syn Hattusili – Tudhalija IV został księciem (następcą tronu?), mimo że żył jego starszy brat.
W 1258 p.n.e. Hattusili podpisał pokój z faraonem egipskim Ramzesem II. Ramzes II poślubił córkę Hattusili i jego żony Putuhepy – znaną w Egipcie jako Maathorneferure. Kilka lat później poślubił zaś kolejną księżniczkę hetycką.
Hattusili III zabiegał również o przyjazne stosunki z władcą Babilonu – Kadaszmanem-Turgu licząc na doprowadzenie do wojny z Asyrią.